# Dicrurus sumatranus
Dicrurus sumatranus е вид птица от семейство Dicruridae. Видът е почти застрашен от изчезване.

## Разпространение
Видът е разпространен в Индонезия.